# Eddy Schepers
Eddy Schepers, nacido el 12 de diciembre de 1955 en Tirlemont, es un ciclista belga, que fue profesional desde 1978 hasta 1990.

## Palmarés
1977
- Tour del Porvenir
- Tour de la provincia de Namur, más 2 etapas
- Giro de las Regiones

1979
- 2º en el Campeonato de Bélgica de ciclismo en ruta

1980
- 3º en el Campeonato de Bélgica de ciclismo en ruta

1985
- 1 etapa del Tour de Romandía

## Resultados en las grandes vueltas
| Carrera         | 1978 | 1979 | 1980 | 1981 | 1982 | 1983 | 1984 | 1985 | 1986 | 1987 | 1988 | 1989 | 1990 |
| --------------- | ---- | ---- | ---- | ---- | ---- | ---- | ---- | ---- | ---- | ---- | ---- | ---- | ---- |
| Giro de Italia  | -    | -    | -    | -    | 11º  | 21º  | 12º  | -    | 23º  | 12º  | -    | 22º  | -    |
| Tour de Francia | -    | 15º  | 26º  | 16º  | -    | -    | -    | 14º  | 37.º | 30.º | Ab.  | Ab.  | -    |
| Vuelta a España | -    | -    | -    | -    | -    | -    | -    | -    | -    | -    | 9.º  | -    | 85.º |
| Mundial en Ruta | -    | Ab.  | -    | -    | -    | -    | -    | -    | -    | -    | -    | -    | -    |

-: no participa

Ab.: abandono